# Distrito de Jawor
Jawor (polaco: powiat jaworski) es un distrito del voivodato de Baja Silesia (Polonia) que fue constituido el 1 de enero de 1999 por de la reforma del gobierno local polaco aprobada el año anterior. Limita con otros siete distritos: al norte con Legnica, al este con Środa Śląska, al sudeste con Świdnica, al sur con Wałbrzych y Kamienna Góra y al oeste con Jelenia Góra y Złotoryja. Está dividido en seis municipios: uno urbano (Jawor), uno urbano-rural (Bolków) y cuatro rurales (Męcinka, Mściwojów, Paszowice y Wądroże Wielkie). En 2011, según la Oficina Central de Estadística polaca, el distrito tenía una superficie de 581,55 km² y una población de 51 568 habitantes.